# Hanna Schygulla
Hanna Schygulla (Chorzów, 25 de dezembro de 1943) é uma atriz alemã de ascendência polaca.

## Biografia

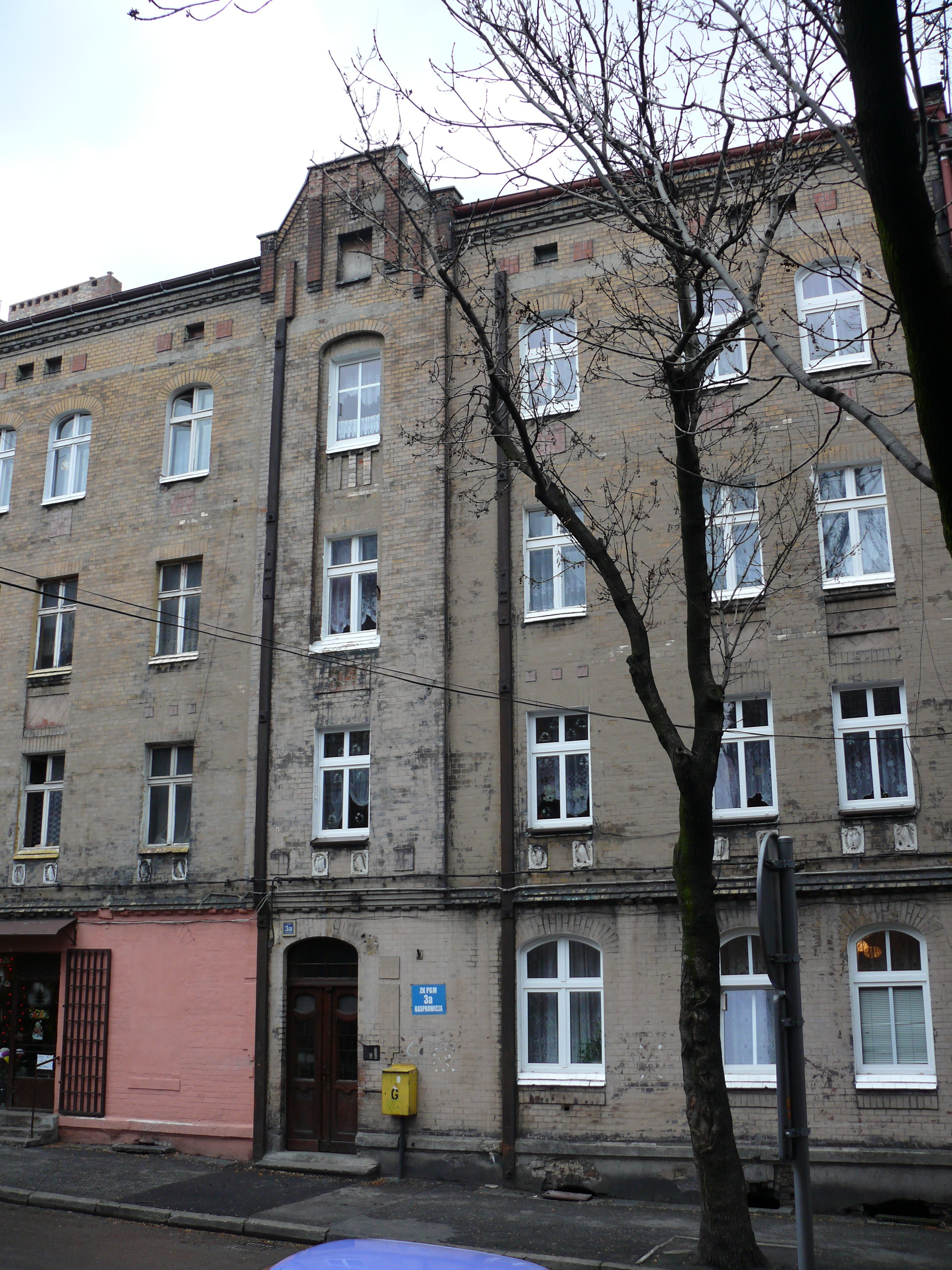
Casa onde Schygulla viveu a infância.

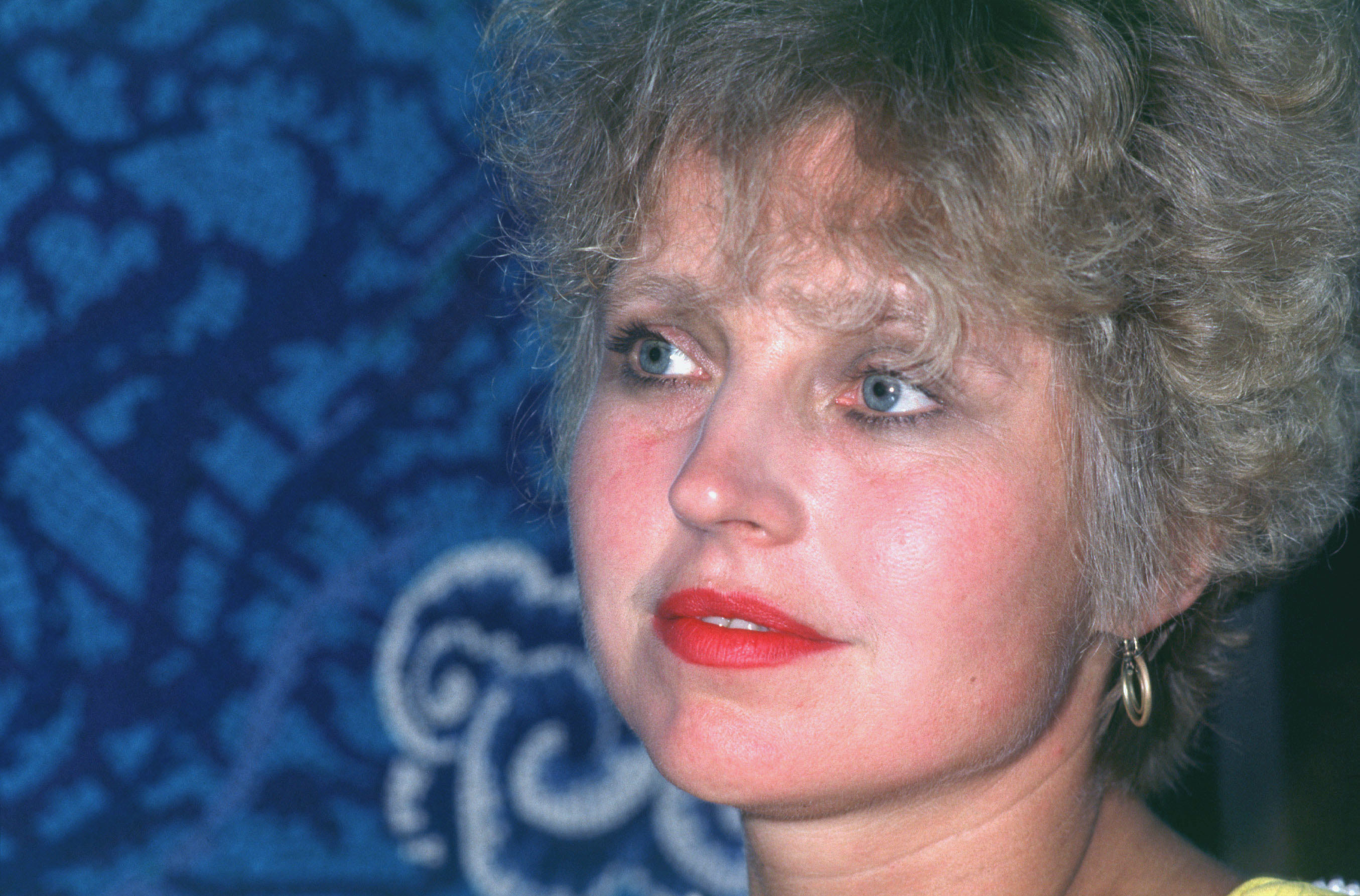
Schygulla no Festival de Veneza (1982).

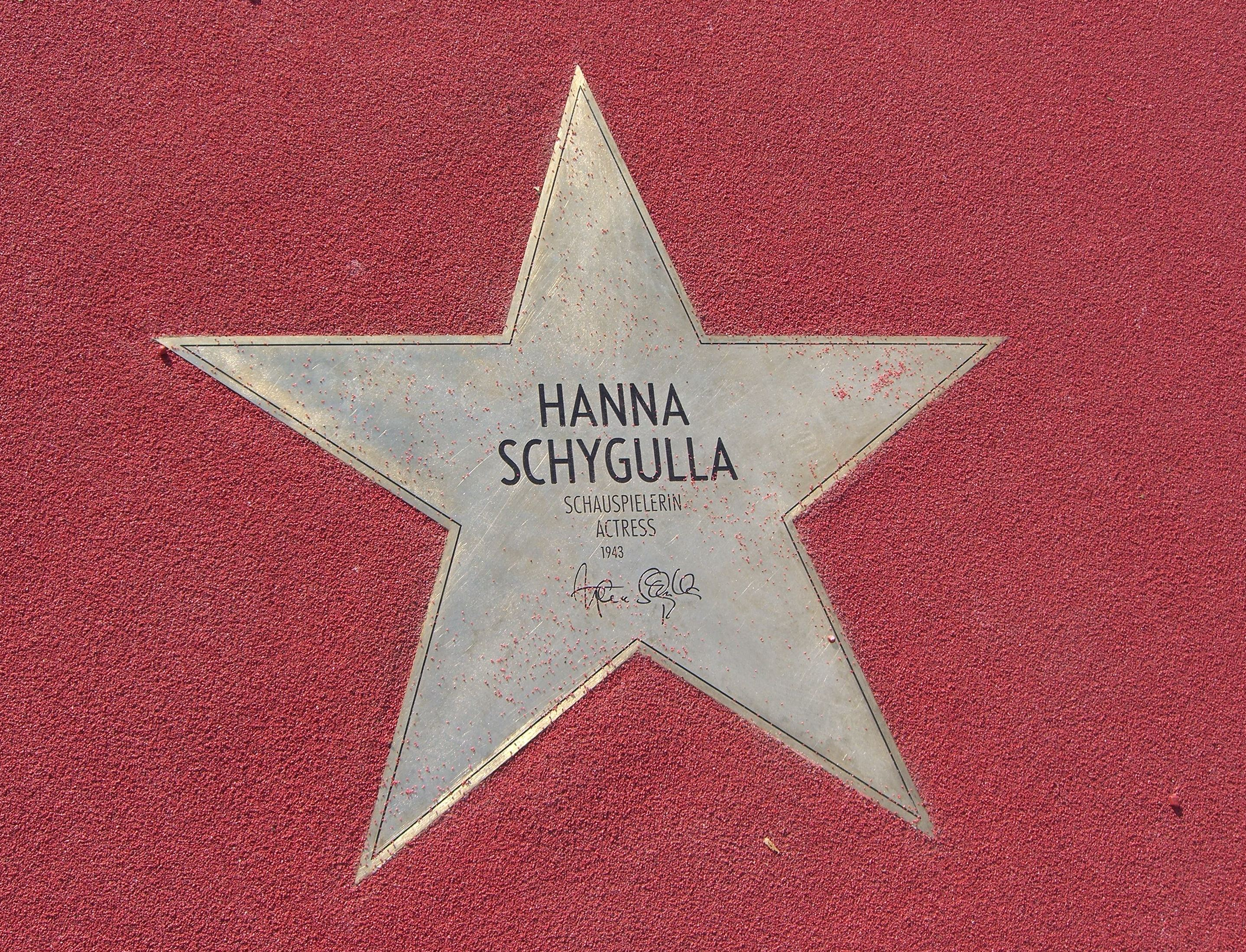
Estrela de Schygulla no Boulevard der Stars em Berlim.

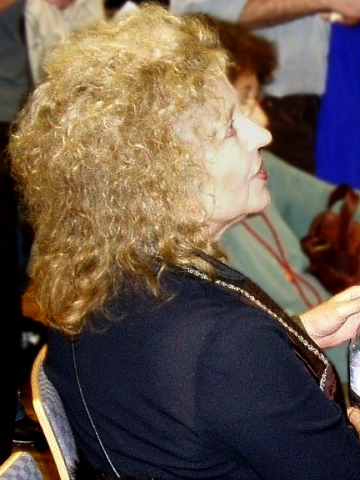
Hanna Schygulla, em 2005.

Schygulla nasceu em Königshütte (hoje Chorzów), Alta Silésia, filha de um casal de alemães, Antonie Mzyk e Joseph Schygulla. Seu pai, um madeireiro, acabou sendo recrutado para a infantaria do Exército Alemão e foi capturado pelas tropas americanas na Itália, e mantido como prisioneiro de guerra até 1948. Em 1945, Hannah e sua mãe chegaram como refugiadas em Munique, após a expulsão da população alemã de Königshütte pelo governo da Polônia comunista. Mais tarde, na década de 1960, Schygulla estudou línguas românicas e estudos germânicos enquanto tinha aulas de atuação em Munique, durante o tempo livre.
Sua carreira começou quando do seu encontro com o cineasta alemão Rainer Werner Fassbinder, de quem ela se torna musa. Essa colaboração deu origem a cerca de vinte filmes.
Além do cinema e do teatro (Antitheater, Brecht), ela se lança no mundo da canção e da poesia na década de 1990.
Hanna Schygulla viveu de 1981 a 2014 em Paris. Desde então, ela reside em Berlim.

## Carreira
- 1969 - Love is Colder than Death
- 1969 - Katzelmacher
- 1970 - Gods of the Plague
- 1970 - Why Does Herr R. Run Amok?
- 1971 - The Niklahusen Journey
- 1971 - Rio das Mortes
- 1971 - Pioneers in Ingolstadt
- 1971 - Whity
- 1971 - Beware of a Holy Whore
- 1972 - The Merchant of Four Seasons
- 1972 - The Bitter Tears of Petra von Kant
- 1974 - Effi Briest
- 1975 - The Wrong Move
- 1979 - The Marriage of Maria Braun
- 1980 - Berlin Alexanderplatz
- 1981 - Lili Marleen
- 1982 - That Night in Varennes
- 1982  - Passion
- 1983 - Sheer Madness
- 1983 - Storia de Piera
- 1983 - A Love in Germany
- 1984 - The Future is Woman
- 1986 - The Delta Force
- 1987 - Miss Arizona
- 1987 - Forever, Lulu - (Elaine Hines)
- 1990 - Abraham's Gold
- 1991 - Dead Again
- 1992 - Warsaw Year 5073
- 1995 - A Hundred and One Nights
- 1996 - Metamorphosis of a Melody
- 2000 - Werckmeister Harmonies
- 2006 - Winterreise
- 2007 - The Edge of Heaven
- 2011 - Faust

### Prêmios e indicações

#### Prêmios
Festival de Cannes
- 1983: Melhor atriz

 Bambi Awards
- 1981: Melhor atriz

 Festival de Berlim
- 1979: Melhor atriz
- 2010: Urso de Ouro Honorário

 David di Donatello
- 1980: Prêmio Especial Para Performance

*Juntamente com o roteirista Wolfgang Kohlhaase.

#### Indicações
David di Donatello
- 1982: Melhor atriz